# Obszar metropolitalny Chicago

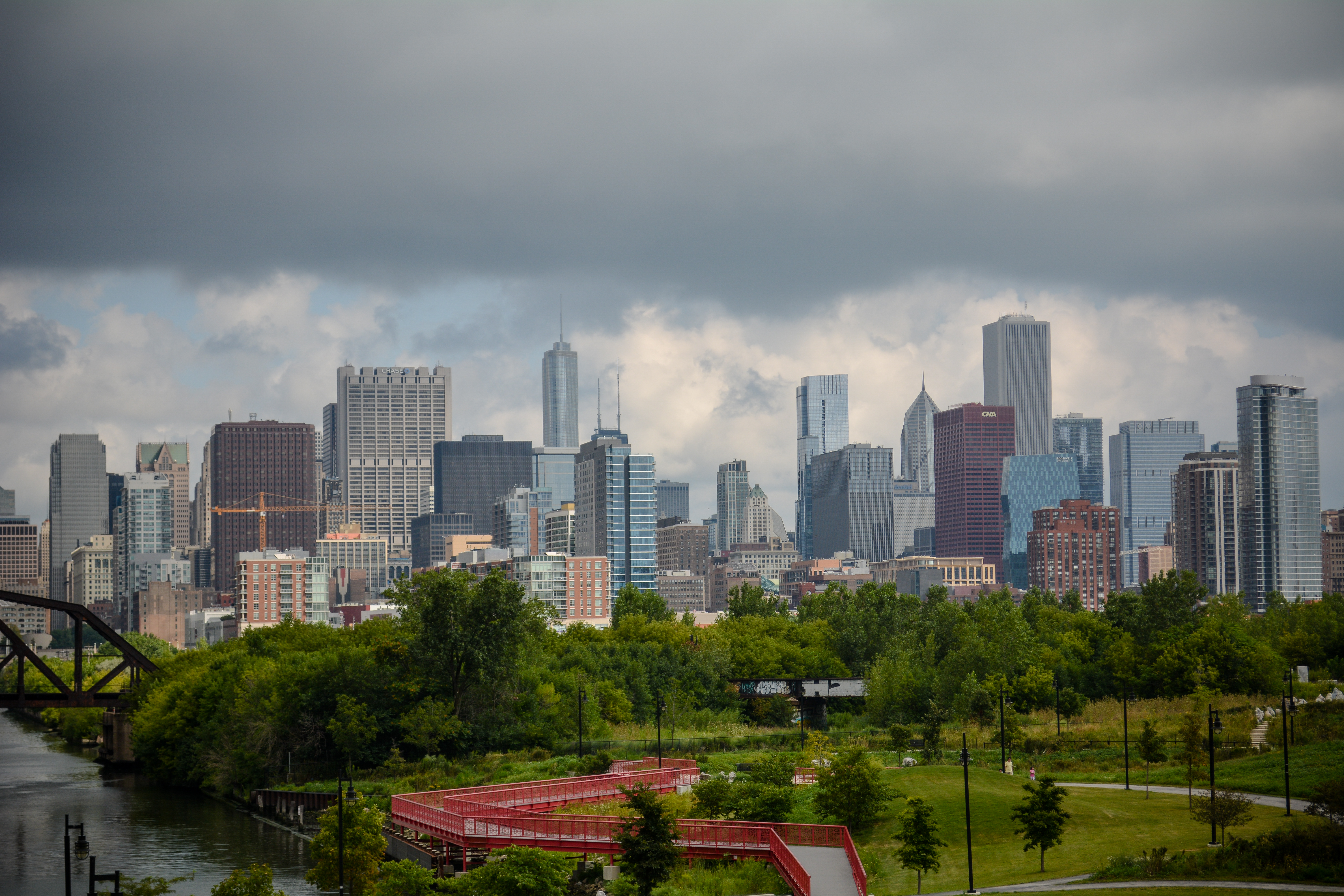
Chicago, 2016

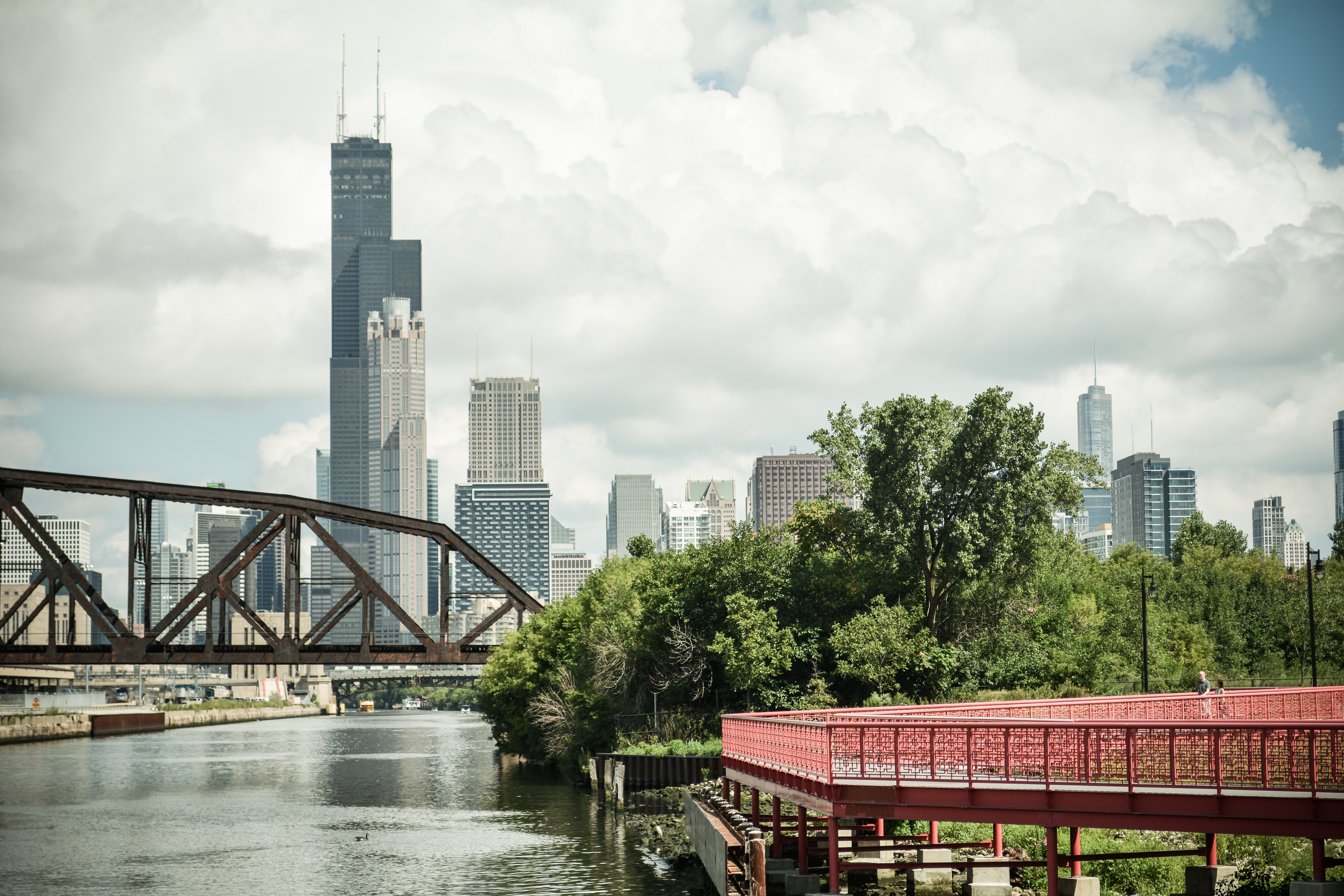
Chicago, 2016

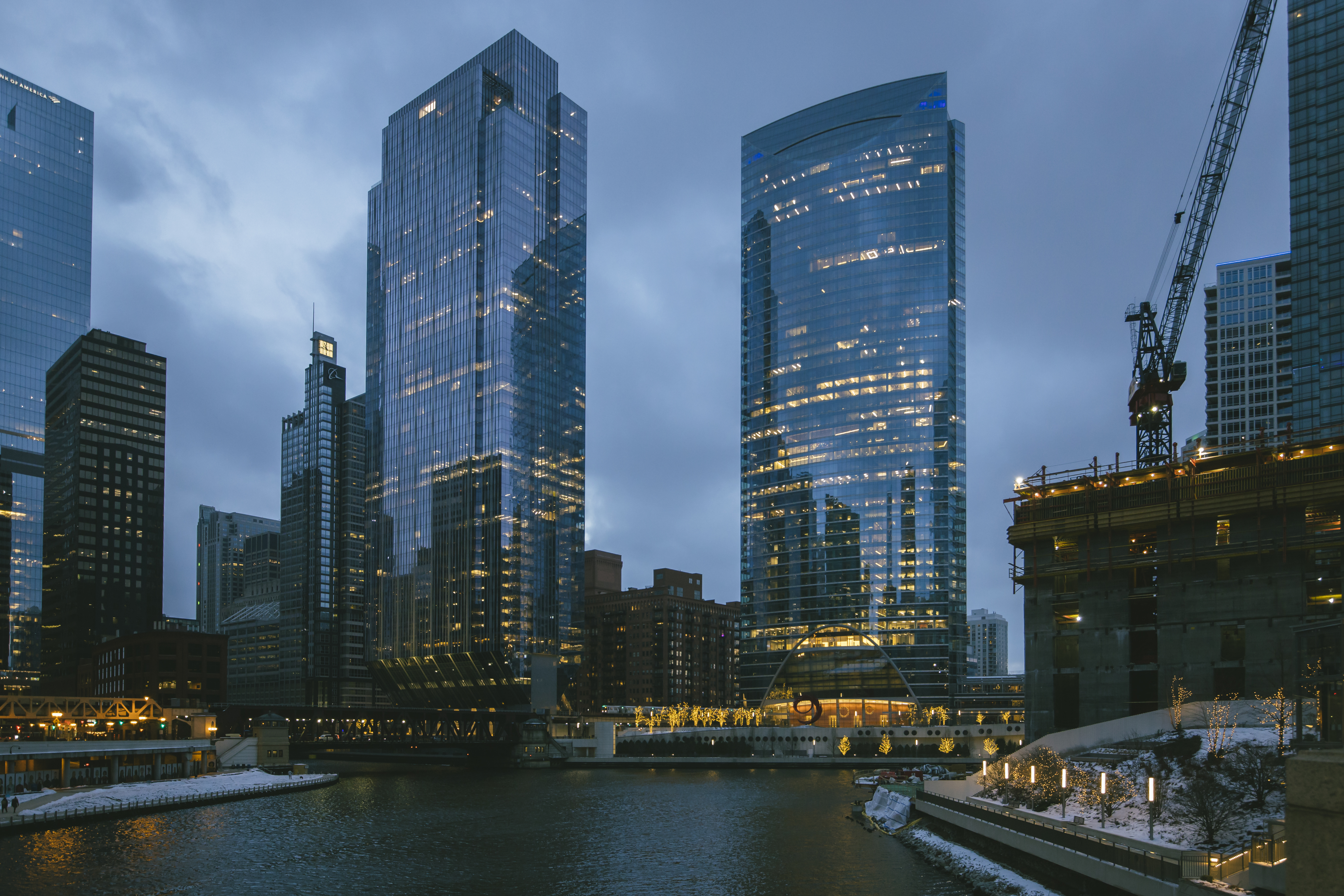
Centrum Chicago

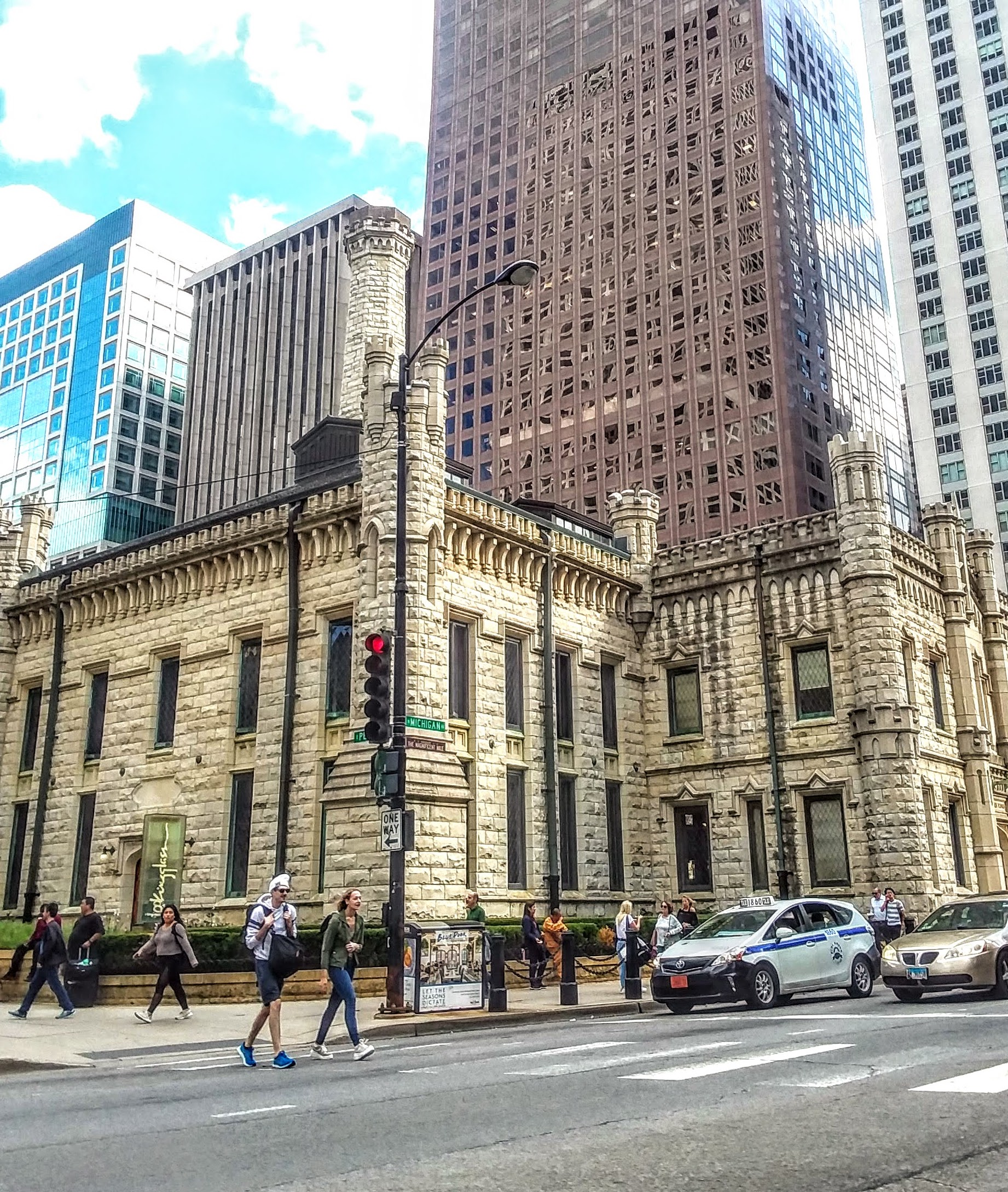
Scena uliczna Chicago

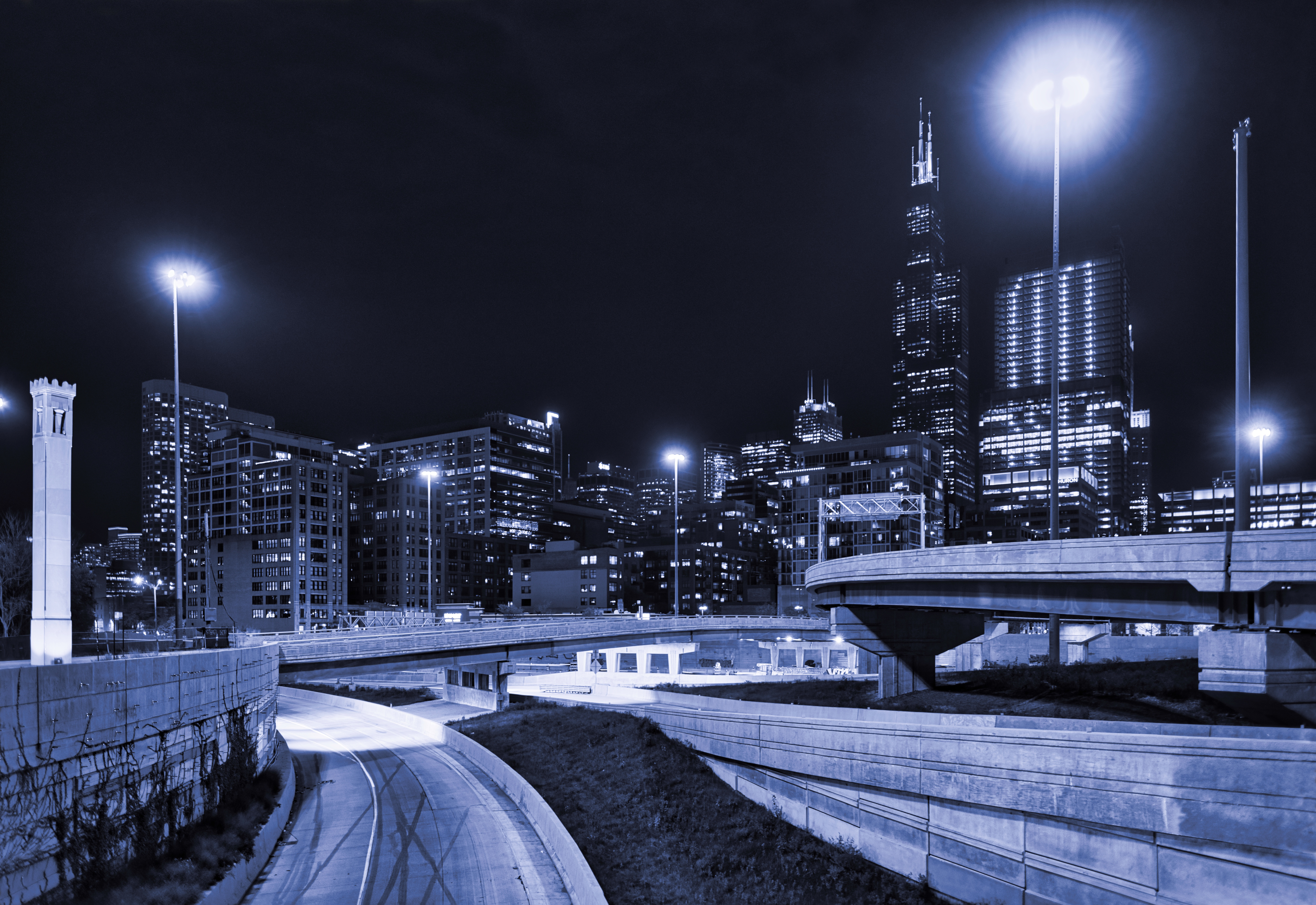
Węzeł drogowy w Chicago

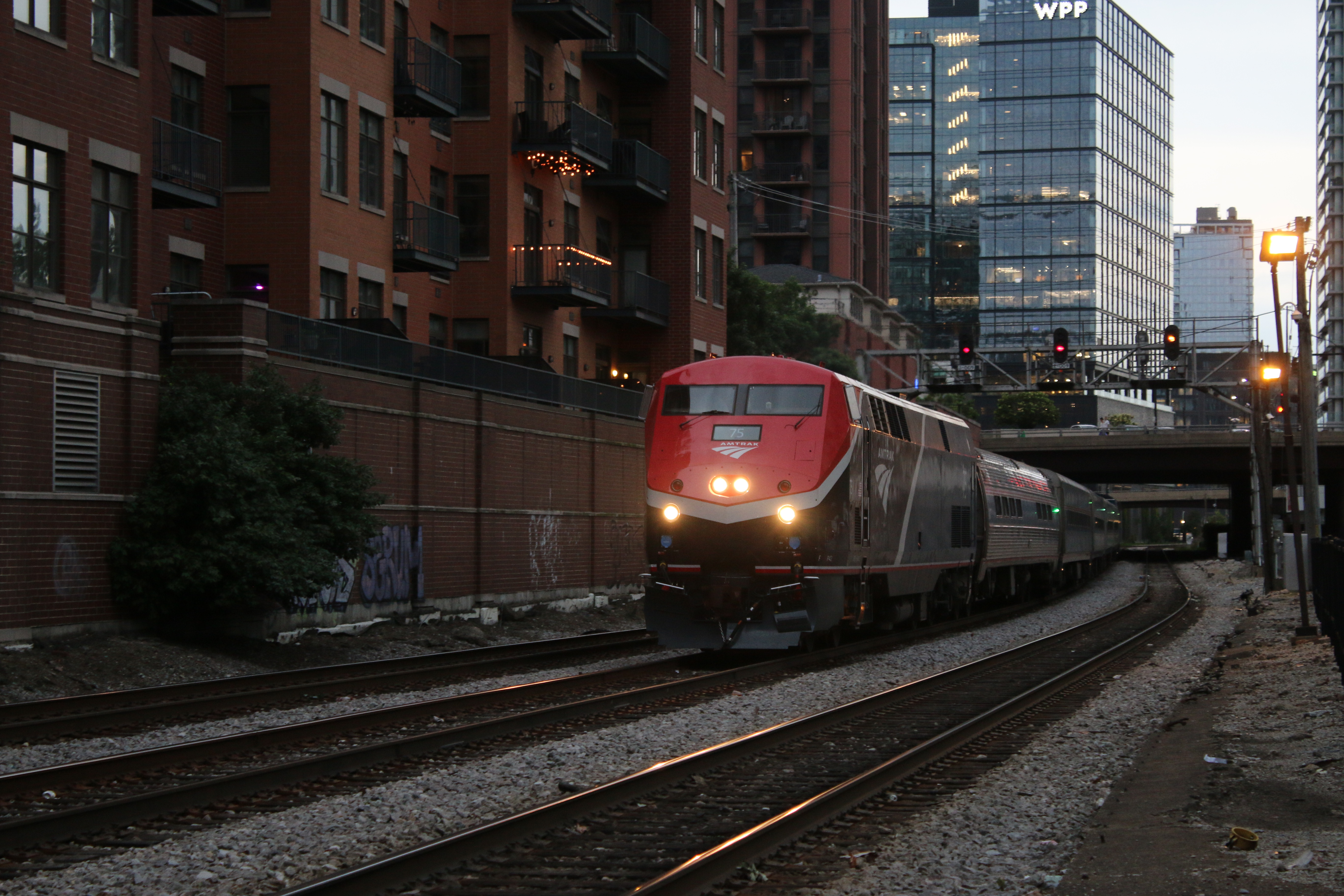
Pociąg Borealis należący do przedsiębiorstwa Amtrak

Obszar metropolitalny Chicago (ang. Chicago metropolitan area), nazywany także Chicago–Naperville–Elgin – obszar metropolitalny, położony na brzegach jeziora Michigan, obejmujący Chicago i jego przedmieścia; największy w Illinois i na Środkowym Zachodzie. Siedziba licznych korporacji, uznana za metropolię globalną (trzeciej kategorii) Alpha. Z populacją 9,3 mln mieszkańców, jest trzecią co do wielkości aglomeracją Stanów Zjednoczonych.
Wielki ośrodek handlowo–finansowy, naukowy i najważniejszy węzeł komunikacyjny Stanów Zjednoczonych. W Chicago znajduje się kilka uniwersytetów o światowej renomie (m.in. Northwestern University i University of Chicago), co sprawia, że jest to jedno z 20 najlepszych miast na świecie pod względem wyników badań naukowych, zgodnie z indeksem Nature Index.
W epoce kapitału przemysłowego Chicago stało się przemysłową stolicą Ameryki, którą pozostało przez większość XX wieku.
W XXI wieku metropolia objęta jest długoterminowym trendem stagnacji. Ponad 700 tys. osób wciąż deklaruje polskie pochodzenie.

## Zasięg
Obszar metropolitalny Chicago-Naperville-Elgin (MSA) rozciąga się na północno-wschodnie Illinois i północno-zachodnią Indianę, oraz obejmuje 13 hrabstw:
- Illinois (9 hrabstw): Cook, DuPage, Lake, Will, Kane, McHenry, DeKalb, Kendall i Grundy
- Indiana (4 hrabstwa): Lake, Porter, Jasper i Newton

Chwilowo w skład metropolii wschodziło hrabstwo Kenosha, w stanie Wisconsin. Jednak jako hrabstwo peryferyjne odpadło od metropolii.

## Większe miejscowości
- Chicago (2,66 mln)[11]
- Aurora (177,6 tys.)
- Joliet (150,5 tys.)
- Naperville (150,2 tys.)
- Elgin (113,3 tys.)
- Waukegan (87,6 tys.)
- Cicero (81 tys.)
- Hammond (76,2 tys.)
- Schaumburg (75,8 tys.)
- Evanston (75,1 tys.)
- Arlington Heights (74,5 tys.)
- Bolingbrook (74,1 tys.)
- Gary (67,7 tys.)
- Skokie (64,9 tys.)
- Palatine (64,9 tys.)
- Berwyn (54,4 tys.)
- Tinley Park (53,9 tys.)
- Wheaton (52,9 tys.)
- Oak Park (52,1 tys.)

## Gospodarka
Chicago było centrum amerykańskiego przemysłu mięsnego przez około stulecie, zmieniając sposób sprzedaży, przetwarzania i transportu wołowiny. Od wojny secesyjnej do lat 20. XX wieku, Chicago było największym ośrodkiem pakowania mięsa w kraju. Bliskość miasta do najbardziej produktywnych gruntów rolnych i rozległa sieć transportowa pomogły rozwinąć historyczny przemysł żywnościowy. Chicago od dawna jest światowym centrum produkcji sprzętu telefonicznego. Miasto stało się również głównym ośrodkiem drukarskim i wydawniczym. Pod koniec XIX wieku miasto było wiodącym w produkcji drewna i mebli, producentem odlewów i wyrobów maszynowych w kraju, drugim co do wielkości producentem odzieży i ubioru, trzecim co do wielkości producentem wyrobów tytoniowych, a w późniejszym okresie wiodącym producentem żelaza i stali. W raporcie Brookings Institute z 2012 r. na temat amerykańskiej produkcji, Chicago zostało sklasyfikowane jako posiadające zróżnicowaną gospodarkę produkcyjną. W 2018 r. sektor produkcji stanowił około 10% miejsc pracy w północno-wschodnim Illinois. W XXI wieku produkcja w Chicago zdominowana jest przez: żywność, wyroby metalowe i sprzęt transportowy.
Spadek znaczenia przemysłu wytwórczego w XX wieku znalazł odzwierciedlenie w gwałtownym wzroście sektora usług. Sektor finansowy Chicago zatrudniający znacznie ponad 300 tys. osób, jest jednym z trzech wiodących w Stanach Zjednoczonych (obok Nowego Jorku i Dallas). W 2022 roku do największych sektorów zatrudnienia mieszkańców należały: opieka zdrowotna i pomoc społeczna (13,2%), produkcja (11,5%), handel detaliczny (10,2%), usługi profesjonalne, naukowe i techniczne (9,6%), oraz usługi edukacyjne (9,2%).
Chicago zajęło trzecie miejsce (za Nowym Jorkiem i Houston) w rankingu z 2024 r., pod względem liczby firm znajdujących się na liście Fortune 500. Do największych firm z siedzibą w aglomeracji należą: United Airlines Holdings, McDonald’s, Jones Lang LaSalle, Mondelēz International, Motorola Solutions, Kraft Heinz i Northern Trust.
W raporcie Biura Statystyki Pracy z 2024 r. odnotowano, że stopa bezrobocia w obszarze metropolitalnym Chicago (wynosząca 6,2%), jest najwyższa wśród największych amerykańskich aglomeracji. Obciążenia podatkowe Illinois są najwyższe na Środkowym Zachodzie. Konsekwencją trudnej sytuacji finansowej Chicago, rosnącej przestępczości i niewydolnego systemu szkolnictwa, jest exodus wykwalifikowanych pracowników i przedsiębiorców. Ponadto Chicago w ostatnich latach doświadcza kryzysu migracyjnego, który przeplata się z kryzysem mieszkaniowym.
Założona w 1848 r. Chicago Board of Trade (CBOT) była najstarszą giełdą towarową na świecie. W 2007 r. Chicago Mercantile Exchange (CME) połączyło się z CBOT w ramach konsolidacji. CME jest największą i najbardziej płynną giełdą kontraktów futures na świecie.
Kilkakrotnie rozbudowywane centrum kongresowe McCormick Place, pozostaje największym centrum kongresowym w Ameryce Północnej.
Chicago pozostaje jednym z najbardziej ruchliwych portów śródlądowych na świecie. Port morski przyjmuje materiały budowlane, z tak odległych miejsc jak Afryka i Europa Środkowa. Port lotniczy Chicago jest piątym pod względem ruchu – komercyjnym lotniskiem w Stanach Zjednoczonych.

## Edukacja
Northwestern University zajmuje 24. miejsce w rankingu U.S. News & World Report, najlepszych uczelni na świecie. Za nim na 25. miejscu znalazł się University of Chicago. Wydział Ekonomii Uniwersytetu Chicagowskiego, uważany jest za jeden z czołowych wydziałów ekonomicznych na świecie, który wyprodukował wielu noblistów. Z uczelnią związane jest największe amerykańskie wydawnictwo akademickie – University of Chicago Press.
Do innych wysoko ocenianych uczelni należą: Uniwersytet Illinois w Chicago (80. miejsce w rankingu krajowym), Illinois Institute of Technology, Uniwersytet Loyola w Chicago, DePaul University, Aurora University i Northern Illinois University.

## Demografia
Według danych pięcioletnich z 2022 roku, metropolię zamieszkiwało 9 566 955 mieszkańców, z czego 58,9% stanowiła ludność biała (51,2% nie licząc Latynosów), 16,2% czarnoskórzy Amerykanie lub Afroamerykanie, 8,7% stanowiły osoby rasy mieszanej, 7% to Azjaci, 0,53% rdzenni Amerykanie i 0,04% Hawajczycy i mieszkańcy innych wysp Pacyfiku. Latynosi stanowili 22,9% ludności aglomeracji. 17,7% mieszkańców urodziło się poza granicami Stanów Zjednoczonych.
Do najliczniejszych grup należą osoby pochodzenia meksykańskiego (17,7%), afroamerykańskiego, niemieckiego (13,4%), irlandzkiego (10,3%), polskiego (8,2%), włoskiego (6,3%) i angielskiego (4,7%). Na kolejnych miejscach byli Hindusi (238 tys.), „Amerykanie” (237,6 tys.) i Portorykańczycy (212,4 tys.), jak również obecne było duże grono osób pochodzenia skandynawskiego (ok. 300 tys.).

## Religia
Badanie Pew Research Center z 2014 roku obejmujące 17 największych aglomeracji USA wykazało, że obszar metropolitalny Chicago ma najwyższy odsetek osób (34%) identyfikujących się jako katolicy (niewiele więcej niż Nowy Jork – 33% i Los Angeles – 32%). Ponadto 35% mieszkańców wyznawało protestantyzm (16% tradycji ewangelikalnej, 11% głównego nurtu i 8% tradycji afroamerykańskiej), 22% stanowili niezrzeszeni w żadnym związku wyznaniowym, 2% inni chrześcijanie i 7% wyznawało inne religie.

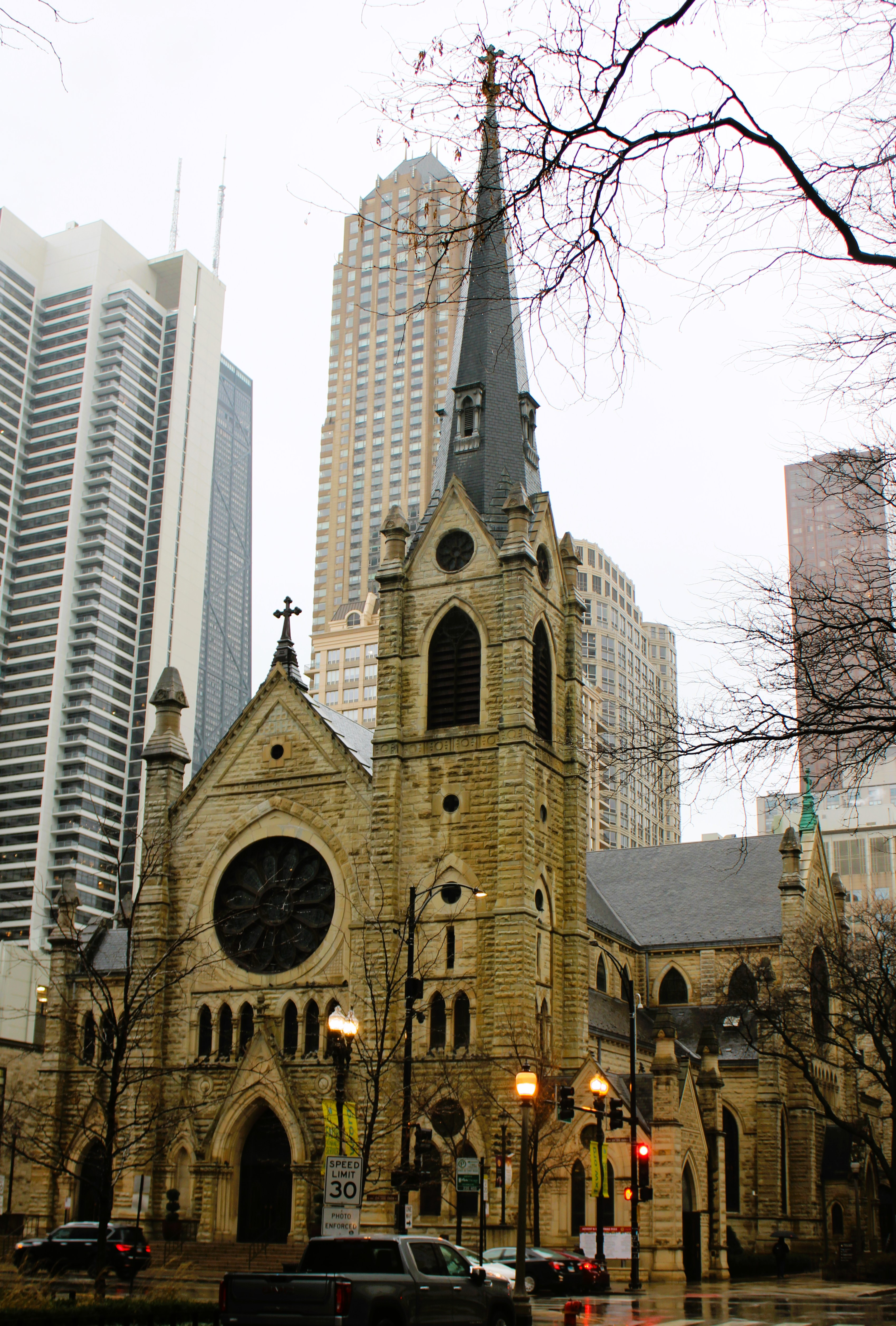
Katolicka katedra w Chicago

Według Stowarzyszenia The ARDA, od 1980 roku (kiedy prowadzone są raporty) odsetek członkostwa w Kościele katolickim cały czas spada (z 39,1% do 28,6% w 2020).
Do największych grup wyznaniowych, według danych z 2020 roku należały:
- Kościół katolicki – 2,75 mln członków w 587 parafiach,
- społeczność muzułmańska – 454,9 tys. wyznawców w 111 meczetach,
- lokalne bezdenominacyjne zbory ewangelikalne – 415,8 tys. członków w 893 zborach,
- Kościoły baptystyczne – ok. 350 tys. członków w 1008 zborach,
- Kościoły luterańskie – ponad 205 tys. członków w 515 kościołach,
- Kościoły zielonoświątkowe – ok. 200 tys. członków w 570 zborach,
- Kościoły kalwińskie – ok. 150 tys. członków w 296 kościołach,
- Kościoły metodystyczne – 119,6 tys. członków w 394 kościołach.

Od 2000 roku gwałtownie wzrosły odsetek i liczba wyznawców islamu, czyniąc społeczność muzułmańską trzecią co do wielkości w Ameryce (po Nowym Jorku i Toronto). Odsetek społeczności muzułmańskiej w Chicago (4,7%) jest najwyższy wśród amerykańskich metropolii. Populację żydowską szacuje się na 320 tys. osób, jednak wśród dorosłych Żydów w aglomeracji Chicago, aż 44% nie identyfikuje się z żadnym związkiem wyznaniowym.